# David Ionovics Bronstejn
 Ez a cikk a sakkjátszmák algebrai lejegyzését alkalmazza.
David Ionovics Bronstejn (oroszul: Дави́д Ио́нович Бронште́йн, (Bila Cerkva, 1924. február 19. – Minszk, 2006. december 5.) szovjet, orosz, ukrán sakkozó, nemzetközi nagymester, világbajnoki döntős, négyszeres olimpiai bajnok, kétszeres szovjet bajnok, teoretikus, sakkszakíró.
Az 1940-es évek második felétől az 1970-es évek közepéig a világ egyik legerősebb sakkozójának számított. Két sakkvilágbajnoki zónaközi döntőt is nyert (Saltsjöbaden, 1948 és Göteborg, 1955). 1951-ben a Mihail Botvinnik elleni világbajnoki párosmérkőzésen 12–12 arányú döntetlent ért el. Elismert szakíró, a Zurich International Chess Tournament 1953 című könyvét a világ valaha írt legjobb sakk könyvei között tartják számon.
2016-ban beválasztották a World Chess Hall of Fame tagjai sorába.

## Élete és sakkpályafutása
Szegény zsidó családban született. Apja molnár, anyja patikus volt. Szülei már egészen kis korában felismerték szellemi tehetségét. Hároméves korában már tudott írni és olvasni. Sakkozni a nagyapjától tanult meg hatéves korában. 1930-ban költöztek Kijevbe. 12 éves korában második helyezést ért el az iskolai sakkversenyen, és ekkor került a Kijevi Úttörőház sakkszakkörébe. Gyorsan fejlődött, és hamarosan Kijev iskolásbajnoka lett.
Első trénere Konsztantyinopolszkij nemzetközi mester volt. 15 éves korában 2. helyezést ért el Kijev sakkbajnokságán, 16 éves korában már szovjet mesteri címet kapott, amikor 1940-ben Boleszlavszkij mögött második lett Ukrajna bajnokságán. Ő volt a legfiatalabb mester a Szovjetunióban, és helyezésével jogot nyert arra, hogy indulhasson az 1941. évi szovjet sakkbajnokságon. A bajnokság azonban a hatodik forduló után a második világháború kitörése miatt félbeszakadt.
1941-től a Kijevi Egyetemen tanult matematikát, de tanulmányait a háború kitörése miatt meg kellett szakítania. A háború befejeződése után nem sokkal a Leningrádi Műszaki Egyetemen kezdett tanulmányokat, de azokat egy év után abbahagyta.
1944-ben meghívást kapott a szovjet sakkbajnokság elődöntőjébe, ahonnan bejutott a döntőbe. Ekkor hívta fel magára először a sakkvilág figyelmét, mert győzött Botvinnik, Lilienthal Andor, Tolus, valamint Ragozin nagymesterek ellen, és döntetlent játszott Szmiszlovval, Boleszlavszkijjal és Makogonovval. Eredményei miatt Moszkvába hívták, és ott a Dinamo csapatához került, amelynek mintegy ötven évig tagja maradt.
1945-ben harmadik helyezést ért el Botvinnik és Boleszlavszkij mögött a Szovjetunió sakkbajnokságán, 1948-ban és 1949-ben megnyerte azt.
Hét alkalommal játszott világbajnoki zónaközi versenyen, legjobb eredménye az 1951-es világbajnoki döntőben Botvinnik ellen elért döntetlen volt. Ezen kívül az 1954-es sakkvilágbajnokságon ért el kimagasló eredményt, amikor 2. helyezett lett Vaszilij Szmiszlov mögött a világbajnokjelöltek versenyén.
Több nagy versenyen ért el első helyezést, így 1953–54-ben Hastingsben, 1954-ben Belgrádban, 1957-ben Gothában, 1959-ben Moszkvában, 1966-ban Szombathelyen, 1968-ban Berlinben, 1970-ben Dnyepropetrovszkban, 1971-ben Szarajevóban, 1976-ban Sandomierzben, 1976-ban Iwonicz Zdrójban, 1977-ben Budapesten, és 1978-ban Jūrmalában.
1976-ban nem volt hajlandó aláírni a Viktor Korcsnoj disszidálását elítélő nyilatkozatot. Emiatt elvették tőle a Szovjetunió sportmestere cím után neki járó juttatást, és több, mint egy évig nem vehetett részt versenyen.
Foglalkoztatta a sakk jövője, és annak fejlődése. 1973-ban elsőként vetette fel, hogy lépésenként többletidőt kellene adni a sakkversenyeken. Ez az elgondolása a digitális órák megjelenésével válhatott valóra, és ma már minden jelentős versenyen alkalmazzák. Behatóan tanulmányozta a sakkprogramozás elméletét, amelynek matematikai alapjaihoz elméleti kutatásaival nagyban hozzájárult. Szakértőként részt vett a sakkszámítógépek fejlesztésében, és több alkalommal nyilvános mérkőzésen tesztelte azok játékerejét. Játszott a Deep Thought és a Deep Blue ellen is, és 1990–1997 között rendszeresen részt vett az Aegon versenyen, amelyen különböző sakkprogramok is indultak. Legjobb eredményét itt 1992-ben érte el, amikor hat játszmából szerzett 6 pontjával 1. helyezést ért el, de első lett 1993-ban is (69 éves korában!). 1996-ban meghívott előadó volt a Maastrichti Egyetemen tartott 8. Számítógépes sakk konferencián, ahol kutatási eredményeiről számolt be.

### Magánélete
Háromszor házasodott. Első felesége Olga Ignatyjeva, akivel 1948-ban házasodott össze, szintén erős sakkozó volt, nagymesteri címmel rendelkezett, Leningrád háromszoros bajnoka, Moszkva bajnoka és Ukrajna bajnoka is volt. 1957-ben elváltak. Egy gyerekük született, Lev Davidovics Bronstejn. 1961-ben házasodott másodszor, második felesége Marina David történész volt, aki 1980-ban elhunyt.
1984-ben elvette régi sakktársa és barátja Iszaak Boleszlavszkij nagymester lányát, Tatyjana Boleszlavszkaját, aki 22 évvel fiatalabb volt nála. 1964 óta ismerték egymást. Ez a házasság 23 évig, Bronstejn haláláig tartott. Tatjana Boleszlavszkaja a minszki konzervatóriumot végezte, a Belorusz Állami Pedagógiai Egyetem (Белорусский государственный педагогический университет им. Максима Танка) docense.
Bronstejn 1990-ben költözött Minszkbe. 2006. december 5-én agyvérzés következtében ott hunyt el.

### Világbajnokjelölti versenyei
1948-ban vett részt első nagyobb nemzetközi egyéni versenyén, a Saltsjöbadenben rendezett zónaközi versenyen, amelyen rögtön az 1. helyet szerezte meg. Eredménye alapján 1949-ben megkapta a nemzetközi nagymesteri címet.
Az 1951-es világbajnoki párosmérkőzésen Botvinnik ellen 12–12 arányú döntetlent ért el, a döntetlen azonban a regnáló világbajnok Botvinnik számára a cím megvédését jelentette.
Az 1954-es sakkvilágbajnokság előküzdelmei során az 1953-ban Zürichben rendezett világbajnokjelölti versenyen 2. helyezést ért el Vaszilij Szmiszlov mögött, így Szmiszlov mérkőzhetett Botvinnikkal a világbajnoki címért, amely 12–12-es döntetlennel ért véget, így Botvinnik ezúttal is megvédte címét.
Az 1957-es sakkvilágbajnokság előküzdelmei során 1955-ben megnyerte a Göteborgban rendezett zónaközi versenyt, az 1956-ban Amszterdamban rendezett világbajnokjelölti versenyen holtversenyben a 3–7. (a holtversenyt eldöntő Sonneborn–Berger-számítás szerint a 6.) helyet szerezte meg.
Az 1960-as sakkvilágbajnoksági ciklusban 1958-ban rendezett zónaközi versenyen Portorozban a 7. helyen végzett, ezzel éppen hogy lemaradt a világbajnokjelöltek versenyébe való továbbjutást jelentő 6. helyről.
Az 1963-as sakkvilágbajnokság küzdelemsorozatában a zónaversenynek számító szovjet sakkbajnokságon kellett biztosítania a zónaközi versenyre való továbbjutást. Ezen az 1961-es szovjet bajnokságon azonban csak a 12. helyen végzett, így ezúttal először nem vehetett részt a világbajnokjelöltségért folyó további küzdelmekben.
Az 1966-os sakkvilágbajnoksági ciklusban sikerrel vette a zónaversenynek számító szovjet bajnokságot, amelyen 1963-ban a 4. helyet szerezte meg, majd a 6. helyen végzett az Amszterdamban rendezett zónaközi versenyen, amely a világbajnokjelöltek egyenes kieséses sorozatába való továbbjutó helynek számított, azonban az előzetes megállapodás alapján csak három szovjet versenyző juthatott ebbe a körbe, így az egyébként kvalifikációt szerző öt szovjet sakkozó közül csak három jutott tovább. Ez Bronstejn számára is a versenysorozat végét jelentette. Ez a szabály egyébként a magyar Portisch Lajosnak kedvezett, mert a Reshevskyvel holtversenyben elért 8–9. helyezése ellenére párosmérkőzést játszhatott az exvilágbajnok Mihails Tālslal.
Az 1969-es sakkvilágbajnokság versenysorozatában a zónaversenynek számító 1966. évi szovjet bajnokságon csak a 9. helyet szerezte meg, így kiesett a további küzdelmekből.
Az 1975-ös sakkvilágbajnokság versenysorozatában ismét játszhatott a zónaközi versenyen, amelyet 1973-ban Petropolisban rendeztek, és ott a 6. helyet szerezte meg, amely azonban nem volt elég a továbbjutáshoz.

### Világbajnoki párosmérkőzése
1950-ben Budapesten a világbajnokjelöltek versenyén holtversenyben Boleszlavszkijjal első helyezést ért el. A holtversenyt eldöntő párosmérkőzésen nagy küzdelemben, hosszabbítás után győzött, ezzel ő szerzett jogot arra, hogy a világbajnoki címért mérkőzzön Botvinnikkal. A 24 játszmás párosmérkőzésen a 22. játszma után Bronstejn vezetett, és a két utolsó játszmából csak egy pontra volt szüksége ahhoz, hogy elnyerje a címet. A 23. játszmát elvesztette, a 24. döntetlen lett, így a 12–12-es eredménnyel a világbajnok Botvinnik megvédte címét.
| Versenyző        | Ország      | 1 | 2 | 3 | 4 | 5 | 6 | 7 | 8 | 9 | 10 | 11 | 12 | 13 | 14 | 15 | 16 | 17 | 18 | 19 | 20 | 21 | 22 | 23 | 24 | Pont |
| ---------------- | ----------- | - | - | - | - | - | - | - | - | - | -- | -- | -- | -- | -- | -- | -- | -- | -- | -- | -- | -- | -- | -- | -- | ---- |
| Mihail Botvinnik | Szovjetunió | ½ | ½ | ½ | ½ | 0 | 1 | 1 | ½ | ½ | ½  | 0  | 1  | ½  | ½  | ½  | ½  | 0  | ½  | 1  | ½  | 0  | 0  | 1  | ½  | 12   |
| David Bronstejn  | Szovjetunió | ½ | ½ | ½ | ½ | 1 | 0 | 0 | ½ | ½ | ½  | 1  | 0  | ½  | ½  | ½  | ½  | 1  | ½  | 0  | ½  | 1  | 1  | 0  | ½  | 12   |

### Csapateredményei
Négy sakkolimpián (1952-ben, 1954-ben, 1956-ban és 1958-ban) vett részt a szovjet válogatott tagjaként, csapatban mind a négy alkalommal aranyérmet szerzett. Emellett egyéniben a tábláján elért eredménye alapján még három arany és egy ezüstérmet szerzett. Az olimpián játszott 49 játszmájából csak egy vereséget szenvedett.
1957-ben és 1965-ben a szovjet válogatott tagjaként csapatban mindkét alkalommal aranyérmet szerzett a sakkcsapat Európa-bajnokságon. Egyéniben 1957-ben tábláján az első, 1965-ben a második legjobb eredményt érte el a mezőnyben.
A szovjet sakkcsapat bajnokságon 1951 és 1981 között csapatban öt arany, öt ezüst és egy bronzérmet, egyéniben a tábláján elért eredményei alapján három arany és egy ezüstérmet szerzett.

### Jelentősebb versenyeredményei
| Év      | Verseny                                              | Eredmény | Hely  |
| ------- | ---------------------------------------------------- | -------- | ----- |
| 1940    | Ukrajna bajnoksága                                   |          | 2     |
| 1944    | 13. szovjet sakkbajnokság                            | 6½/16    | 15    |
| 1945    | 14. szovjet sakkbajnokság                            | 10/17    | 3     |
|         | Szovjetunió–USA rádiómeccs (10. tábla)               | 2/2      |       |
| 1946    | Moszkva bajnoksága                                   | 11½/15   | 1     |
|         | Szovjetunió–Nagy-Britannia rádiómeccs (7. tábla)     | 1/2      |       |
|         | Moszkva–Prága meccsverseny                           | 10½/12   |       |
| 1947    | Moszkva bajnoksága                                   | 9/14     | 1-3   |
|         | 15. szovjet sakkbajnokság                            | 11/19    | 6     |
| 1948    | Zónaközi verseny                                     | 13½/19   | 1     |
| 1948    | 16. szovjet sakkbajnokság                            | 12/18    | 1-2   |
| 1949    | 17. szovjet sakkbajnokság                            | 13/19    | 1-2   |
| 1950    | Világbajnokjelöltek versenye                         | 12/18    | 1-2   |
|         | Párosmérkőzés Boleszlavszkijjal                      | 7½ : 6½  |       |
| 1951    | Sakkvilágbajnoki párosmérkőzés Botvinnikkal          | 12 : 12  |       |
|         | 19. szovjet sakkbajnokság                            | 9½/17    | 6-8   |
| 1952    | 20. szovjet sakkbajnokság                            | 10½/19   | 7-9   |
| 1953    | Világbajnokjelöltek versenye                         | 16/28    | 2-4   |
|         | Moszkva bajnoksága                                   | 12½/15   | 1     |
| 1953-54 | Hastings                                             | 6½/9     | 1-2   |
| 1954    | Belgrád                                              | 13½/19   | 1     |
| 1955    | Zónaközi verseny                                     | 15/20    | 1     |
| 1956    | Zónaközi verseny                                     | 9½/18    | 3-7   |
| 1957    | 24. szovjet sakkbajnokság                            | 13½/21   | 2-3   |
|         | Moszkva bajnoksága                                   | 10½/12   | 1     |
|         | Gotha                                                |          | 1     |
| 1958    | 25. szovjet sakkbajnokság                            | 11½/18   | 3     |
|         | Zónaközi verseny                                     | 11½/20   | 7-11  |
| 1959    | 26. szovjet sakkbajnokság                            | 9/19     | 12-13 |
|         | Moszkva                                              | 7/11     | 1-3   |
|         | Moszkva bajnoksága                                   | 10/15    | 3     |
| 1960    | 27. szovjet sakkbajnokság                            | 9/19     | 12-13 |
| 1960    | Mar del Plata                                        | 11½/15   | 3     |
| 1961    | 28. szovjet sakkbajnokság                            | 9/19     | 12-13 |
|         | Maróczy-emlékverseny (Budapest)                      | 9½/15    | 2-3   |
|         | Moszkva bajnoksága                                   | 11½/17   | 1-2   |
|         | Moszkva bajnoka címért párosmérkőzés Samkovics ellen | 3½ : 2½  |       |
|         | 29. szovjet sakkbajnokság                            | 12½/20   | 3     |
| 1962    | Moszkva                                              | 9/15     | 3-6   |
| 1963    | Beverwijk                                            | 11½/17   | 2     |
|         | Miskolc                                              |          | 2     |
|         | 31. szovjet sakkbajnokság                            | 11½/19   | 4-6   |
| 1964    | Zónaközi verseny                                     | 16/23    | 6     |
| 1964-65 | 32. szovjet sakkbajnokság                            | 13/19    | 2     |
| 1965    | 33. szovjet sakkbajnokság                            | 9½/19    | 9     |
| 1966    | Asztalos Lajos-emlékverseny (Szombathely)            | 11½/15   | 1-2   |
| 1966-67 | 34. szovjet sakkbajnokság                            | 10½/20   | 8-9   |
| 1968    | Moszkva bajnoksága                                   | 10½/15   | 1-2   |
|         | Amszterdam                                           |          | 2     |
|         | Lasker-emlékverseny (Berlin)                         |          | 1-2   |
| 1971    | Szarajevó                                            | 9/15     | 1-3   |
|         | 39. szovjet sakkbajnokság                            | 11½/21   | 7-8   |
|         | Aljechin-emlékverseny (Moszkva)                      | 9/17     | 8-10  |
| 1972    | 40. szovjet sakkbajnokság                            | 9½/21    | 13-16 |
| 1973    | Zónaközi verseny (Petropolis)                        | 10½/17   | 6     |
| 1974    | San José                                             |          | 1     |
| 1975    | 43. szovjet sakkbajnokság                            | 7½/15    | 9-10  |
| 1975-76 | Hastings                                             | 10/15    | 1-3   |
| 1976    | Sandomierz                                           |          | 1     |
| 1977    | Budapest                                             | 11/16    | 1     |
| 1978    | Jurmala                                              | 10/15    | 1     |
| 1982    | Moszkva bajnoksága                                   | 11½/17   | 1-2   |
|         | Pancsevo                                             |          | 2-4   |

## Sakkelméleti munkássága
Legjelentősebb érdeme, hogy a királyindiai védelem olyan változatát dolgozta ki, amely ezt a sötét számára korábban előnytelennek tartott megnyitást visszahozta a versenygyakorlatba.
Az alábbi megnyitási változatok viselik nevét:
- Holland védelem, Botvinnik–Bronstejn-változat ECO A91: 1.d4 f5 2.c4 Hf6 3.g3 e6 4.Fg2 Fe7 5.Hc3 O-O 6.e3
- Szicíliai védelem, Bronstejn-csel ECO B52: 1.e4 c5 2.Hf3 d6 3.Fb5+ Fd7 4.Fxd7+ Vxd7 5.O-O Hc6 6.c3 Hf6 7.d4
- Lett-ellencsel, Bronstejn-támadás ECO C40: 1.e4 e5 2.Hf3 f5 3.Hxe5 Vf6 4.d4 d6 5.Hc4 fxe4 6.Fe2
- Királyindiai védelem, Bronstejn-védelem ECO E87: 1.d4 Hf6 2.c4 g6 3.Hc3 Fg7 4.e4 d6 5.f3 O-O 6.Fe3 e5 7.d5 Hh5 8.Vd2 Vh4+ 9.g3 Hxg3 10.Vf2 Hxf1
- Bronstejn-csel ECO A45: 1.d4 Hf6 2. g4
- Lett-ellencsel, Bronstejn-csel ECO C40: 1.e4 e5 2.Hf3 f5 3.Hxe5 Vf6 4.d4 d6 5.Hc4 fxe4 6.Vh5+ g6 7.Ve2
- Bécsi játék, Bronstejn-csel ECO C23: 1.e4 e5 2.Hc3 Hc6 3.Fc4 Hf6 4.f4 Hxe4 5.Hf3
- Bronstejn-változat ECO E60:1.d4 Hf6 2.c4 g6 3.g3 Fg7 4.Fg2 d6 5.Hf3 O-O 6.Hc3 c6 7.O-O Va5
- Caro-Kann védelem, Bronstejn-változat ECO B12:1.e4 c6 2.d4 d5 3.e5 Ff5 4.He2
- Skandináv védelem, Bronstejn-változat ECO B01:1.e4 d5 2.exd5 Vxd5 3.Hc3 Vd6 4.d4 Hf6 5.Hf3 a6
- Királyindiai védelem, Bronstejn-változat ECO E80: 1.d4 Hf6 2.c4 g6 3.Hc3 Fg7 4.e4 d6 5.f3 e5 6.d5 Hh5 7.Fe3 Ha6 8.Vd2 Vh4+ 9.g3 Hxg3 10.Vf2 Hxf1 11.Vxh4 Hxe3 12.Kf2 Hxc4
- Nimzoindiai védelem, Bronstejn-változat ECO E48:1.d4 Hf6 2.c4 e6 3.Hc3 Fb4 4.e3 O-O 5.Fd3 d5 6.Hf3 c5 7.O-O dxc4 8.Fxc4 Fd7
- Nimzoindiai védelem, Bronstejn-változat ECO E48:1.d4 Hf6 2.c4 e6 3.Hc3 Fb4 4.e3 O-O 5.Fd3 d5 6.Hf3 c5 7.O-O dxc4 8.Fxc4 Hbd7 9.He2
- Nimzoindiai védelem, Bronstejn–Byrne-változat ECO E45:1.d4 Hf6 2.c4 e6 3.Hc3 Fb4 4.e3 b6 5.He2 Fa6
- Nimzoindiai védelem, Bronstejn-változat ECO E55:1.d4 Hf6 2.c4 e6 3.Hc3 Fb4 4.e3 O-O 5.Hf3 d5 6.Fd3 c5 7.O-O dxc4 8.Fxc4 Hbd7
- Spanyol megnyitás, Bronstejn-változat ECO C69:1.e4 e5 2.Hf3 Hc6 3.Fb5 a6 4.Fxc6 dxc6 5.O-O Vd6
- Szicíliai védelem, Bronstejn-változat ECO B41:1.e4 c5 2.Hf3 e6 3.d4 cxd4 4.Hxd4 a6 5.c4 Hf6 6.Hc3 Fb4 7.Fd3 Hc6
- Bronstejn-ellencsel ECO A56:1.d4 Hf6 2.c4 c5 3.d5 d6 4.Hc3 g6 5.e4 b5
- Caro-Kann védelem, Bronstejn–Larsen-változat ECO B16:1.e4 c6 2.d4 d5 3.Hc3 dxe4 4.Hxe4 Hf6 5.Hxf6+ gxf6

## Szakirodalmi munkássága
Több éven át rendszeresen szerkesztette az Izvesztyija folyóirat sakkrovatát. Az 1953-as zürichi nagymesterversenyről írt Zurich International Chess Tournament 1953 című könyvét a világ valaha írt egyik legjobb könyvének tartják.

### Megjelent művei
Orosz nyelven
- Международный турнир гроссмейстеров : Комментарии к партиям турнира претендентов на матч с чемпионом мира. Нейгаузен – Цюрих, 29 августа – 24 октября 1953 г. – Москва : Физкультура и спорт, 1956. – 436 с (2. kiadás: 1960; 3. kiadás: 1983)
- 200 открытых партий. – Москва : Физкультура и спорт, 1970. 248 с.
- Прекрасный и яростный мир : (Субъективные заметки о современных шахматах). – Москва : Знание, 1977. – 112 с, 8 л. ил. Társszerző: Г. Л. Смолянов. (utánnyomás 1978)
- Самоучитель шахматной игры. – Москва : Физкультура и спорт, 1980. – 248 с (2. kiadás: 1987)
- Ученик чародея. – Москва : Рипол Классик, 2004. – 415 с, [8] л. ил. (Искусство шахмат). ISBN 5-7905-2667-5. Társszerző: Т. Фюрстенберг
- Давид против Голиафа. – Москва : Рипол Классик. 2003. С. 525. ISBN 9785790516481. Társszerző: С. Воронков.

Angol nyelven
- David Bronstein (1973), 200 Open Games, McMillan
- David Bronstein (1956), Zurich International Chess Tournament 1953, angol fordítás: Dover (1979)
- David Bronstein and Tom Fürstenberg (1995), The Sorcerer's Apprentice, New In Chess (2. kiadás: 2009)

Német nyelven
- David Bronstein: Bronsteins Schachlehre. Wege zum erfolgreichen Spiel. Sportverlag, Berlin 1989, ISBN 3-328-00290-1
- Erfolgreiche Schachlehre. Eröffnungs- und Mittelspielstrategie. Falken-Verlag, Niedernhausen 1989, ISBN 3-8068-0991-7
- David Bronstein: Sternstunden des Schachs. Zürich 1953. Sportverlag, Berlin 1991, ISBN 3-328-00428-9
- David Bronstein és Tom Fürstenberg: Der Zauberlehrling. Die hohe Kunst des Schachs – aus dem Schaffen David Bronsteins. Edition Olms, Zürich 1997, ISBN 3-283-00326-2
- David Bronstein és Sergey Voronkov: Secret Notes. Edition Olms, Zürich 2007, ISBN 978-3-283-00464-4

## Emlékezete
- 2014-ben, születésének 90. évfordulóján Minszkben emlékversenyt rendeztek a tiszteletére.[29]

## Róla megjelent könyvek
- Вайнштейн Б. С. Импровизация в шахматном искусстве: О творчестве гроссмейстера Бронштейна. – Москва: Физкультура и спорт, 1976. (Выдающиеся шахматисты мира).
- Сосонко Г. Давид Седьмой. – Москва: А. Ельков, 2014. – ISBN 978-5-906254-12-2.
- Roman Toran: David Bronstein. Schöpfergeist der neuesten Schachrichtung. W. ten Have Verlag, Amsterdam 1962 (übersetzt und erweitert von Erich Eliskases)
- Alexej Suetin: David Bronstein. Die Kunst der Schachtaktik. Verlag Bock und Kübler, Berlin 1996, ISBN 3-86155-051-2

## Nevezetes játszmái
- Szergej Belavenyec–David Bronstejn, Szovjet sakkbajnokság elődöntő, Rosztov-na-Donu 1941, Királyindiai védelem, Fianchetto változat (E67), 0–1 A 17 éves Bronstejn mérkőzése a Szovjetunió Minősítő Bizottságának elnökével, mely után mesteri címet kap.
- Ludek Pachman–David Bronstejn, Prága, 1946, Királyindiai védelem, Fianchetto változat (E67), 0–1 Lenyűgöző, eredeti taktikai támadás, amely a világ elismerését váltotta ki.
- David Bronstejn–Iszaak Boleszlavszkij, Világbajnokjelölti verseny, rájátszás 1. játszma, Moszkva 1950, Grünfeld védelem (D89), 1–0 Gyönyörű stratégiai győzelem.
- Mihail Botvinnik–David Bronstejn, Világbajnoki párosmérkőzés, Moszkva 1951, Nimzoindiai védelem, Rubinstein változat (E47), 0–1 Bár negatív volt a mrlege Botvinnik ellen, néhány győzelmet sötéttel aratott ellene. Ez az egyik ilyen, 1951-ből a sakkvilágbajnoki párosmérkőzésükről.
- David Bronstejn–Mihail Botvinnik, Világbajnoki párosmérkőzés, Moszkva 1951, 22. játszma, Holland védelem, Stonewall változat (A91), 1–0 Nagyon mély kombináció, amely kihasználja sötét gyengeségeit, és a győzelemmel Bronstejn 1 pontra került a világbajnoki címtől.
- Samuel Reshevsky–David Bronstejn, Világbajnokjelölti verseny, Zürich 1953, Királyindiai védelem, Fianchetto változat (E68), 0–1 Ezt a játszmát Ulf Andersson svéd nagymester a legjobb játszmák között említi a Learn from the Grandmasters (Tanuljunk a nagymesterektől) című könyvében.
- David Bronstejn–Paul Keres, Zónaközi verseny, Göteborg, 1955, Nimzoindiai védelem, Rubinstein változat (E41), 1–0 Két támadó zseni drámai játszmája.
- Jichak Aloni–David Bronstejn, Moszkvai Sakkolimpia, 1956, Királyindiai védelem, Saemisch változat (E85), 0–1 Virtuóz játszma, amelyben Bronstejn három gyalogot áldoz, hogy megnyissa Aloni vezérszárnyát.
- David Bronstejn–M–20 (számítógép), Moszkvai Matematikai Intézet, 1963, Elfogadott királycsel, Schallop védelem (C34), 1–0 A legrégebbi ismert játszma egy nagymester és egy számítógép között.
- Stefan Brzozka–David Bronstejn, Szovjetunió, 1963, Holland védelem, leningrádi változat (A88), 0–1 Meglepő és mély pozicionális áttörés. A játszma legérdekesebb része a 42. lépéssel kezdődik.
- Lev Polugajevszkij–David Bronstejn, Szovjetunió, 1971, Angol megnyitás, szimmetrikus változat (A34), 0–1 Bronstejn egy problémás gyalogáldozatot hoz, amelyet Polugajevszkij elfogad. Bronstejn álláselőnyét taktikai előnnyé fokozza.
- David Bronstejn–Ljubomir Ljubojević, Petropolis Zónaközi verseny, 1973, Aljechin-védelem, Négy-gyalogos támadás (B03), 1–0 A hosszútávú bástyaáldozat meghozza eredményét, és az első szépségdíjat a győztesnek. *David Bronstejn–Viktor Kuprejcsik, Szovjet sakkbajnokság elődöntő, Minszk 1983, Királyindiai védelem (E90), 1–0 Az idős Bronstejn bemutat egy-két trükköt a fiatal Kuprejcsiknek. *David Bronstejn–Ivan Szokolov, Pancsevo 1987, Grünfeld védelem, Orosz változat (D98), 1–0 Egy másik fiatal mester tapasztalja meg az idősödő Bronstejn szellemi frissességét.
- Stuart Conquest–David Bronstejn, London 1989, Caro-Kann védelem (B10), 0–1 Világos csak 26 lépésig bírja a káprázatos taktikai játékot.
- David Bronstejn–Walter Browne, Reykjavik 1990, Szicíliai védelem, Najdorf változat (B99), 1–0 A nagyon mély elméleti változatban Bronstejn új elgondolást vezet be, amelynek ellenszerét a Najdorf-változat gurujának számító hatszoros amerikai bajnok Browne sem találja meg.